# 니시모리 히로유키
니시모리 히로유키(西森 博之, 1963년 11월 23일 ~ )는 일본의 유명 만화가이다. 1987년에 《푸타로(プー太郎)》로 데뷔했다. 대표작으로 《오늘부터 우리는!!》, 《건방진 천사》등이 있으며, 2001년에 건방진 천사로 쇼가쿠칸 만화상을 수상했다.
- 오늘부터 우리는!!(今日から俺は!!), 전 38권
- 헐렁하고 위험한 바람둥이 형사(甘く危険なナンパ刑事), 전 2권
- 스핀 아웃(スピンナウト), 전 4권
- 건방진 천사(天使な小生意気), 전 20권
- 도시로 올시다(道士郎でござる), 전 8권
- 사무원 에이코(事務員A子), 단편
- 차를 마시자!!(お茶にごす。), 전 11권
- 강철의 신사(鋼鉄の華っ柱), 전 9권